# Влашка пећина
Влашка пећина је једна од многобројних пећина која се налази у кречњачком гребену планине Бељанице у источној Србији.

## Положај
Низводно од Глопског кањона, Ресава са десне стране прима периодске притоке Јеловог, Бурдељског и Дебелог потока, који силазе са Средње косе према ерозионом проширењу Острића, односно према клисурастом делу долине. Доњи делови долина ових потока, на потесу где пресецају кречњачки појас, имају клисурасто-кањонски облик и велики пад. На њиховим стрмим и вертикалним странама постоје отвори многобројних пећина и поткапина. Највећа од њих је Влашка пећина која је издубљена у кречњачкој маси Дугачког рта, између Јеловог и Бурдељског потока. Кречњаци доње креде су на овој страни Ресаве јако поремећени и врло дубоко скаршћени. Влашка пећина је првобитно имала 2 улаза — доњи, на висини од 560 m, а горњи 4 m изнад њега. Доњи улаз је тренутно непроходан услед нагомиланог стенског материјала. Удаљени су око 400 m од ушћа Бурдељског потока у Ресаву и око 50 m изнад њеног дна. Укупна дужина испитаних канала пећине износи 650 m.

## Изглед и особине
Улазни отвори Влашке пећине налазе се у врху малог амфитеатралног облика, из којег се спушта сипар у долини Бурдељског потока. Нижи улазни отвор створен је радом подземног тока, који је некада истицао на врелу под јаким притиском, док је горњи, највероватније, настао обрувавањем танког пећинског зида. Влашка пећина представља сложен систем ходника, канала и дворана који се на различите начине укрштају, подилазе и прелазе једни испод других, чинећи тако готово наразмрсиве подземне лавиринте. Све подземне просторије пећине ипак се могу издвојити у три нивоа, односно галерије које су ступњевито поређане, почев од корита Бурдељског потока.
Галерије су међу собом повезане мрежом вертикалних јама, косих канала и проширених пукотина. Најнижа је у нивоу речног корита, средња 20 до 30 m изнад ње, а највиша на 30 до 40 m релативне висине. У основи све галерије пећине имају правац запад—исток, иако је подземни ток долазио из правца север—исток, од понора Јеловог потока. Централно место у пећинском систему заузимају бунарства дворана, у горњој, и дворана блокова и плоча, у средњој галерији. Окосницу највише галерије пећине чини главни канал, с правцем запад—исток, дугачак 130 метара. Из њега се рачва читав низ споредних и бочних ходника и канала који се завршавају слепо или се везују са средњом галеријом. Паралелно са главним каналом, пружају се још два споредна, повезана међу собом више пута. Ту се истичу и две дворане: кружна и бела. Из кружне дворане полазе још два бочна ходника. Главни канал налази се на завршетку прераста у бунарасту дворану, која је нижа за око 15 метара. Њено је дно покривено блоковима. Ова дворана, преко уских канала, везује се за средњу галерију, у којој централно место припада дворани блокова и плоча дугој 40 метара. Из ње полази више канала и проширених пукотина, од којих се један канал завршава испод кружне дворане. Најнижа галерија пећине је тек у формирању и састоји се од неразмрсивог лавиринта каналића и пукотина распоређених у два спрата. У свим њеним деловима налази се ситан, песковит, шљунковит материјал који је донет из горњих галерија. Најнижа галерија лежи око 40 метара испод улазних отвора пећине, а њени доњи делови су испуњени водом чији ниво означава висину корита Бурдељског потока. Подземне воде се у каналима најниже галерије крећу под одређеним притиском, због чега су зидови избушени шупљинама сличним са оштрим ивицама.

## Постанак и значај
Ступњевито поређане галерије Влашке пећине налазе се у различитим фазама развитка. Најстарија, горња галерија је потпуно сува и у њој се обавља само процес излучивања хемијског талога из прокапних вода. Због тога је ова и најбогатија пећинским накитом. У средњој галерији обурвавање је појава ранијег датума, али се у њој среће знатно ређе пећински накит тамније боје и слабије кристализације. Бигрени басени у источном делу галерије покривени су крупним пећинским перлама. У најнижој галерији подземни ток још увек врши снажан механички рад. Сложена и разграната, са сувим и речним каналима који представљају подземни, уз то, и богата разнобојним и разноврсним пећинским накитом. Влашка пећина је врло привлачна, не само за туристе, већ и за научнике. Њен удео у туристичком комплексу Горње Ресаве може бити врло велики, с обзиром на то да се налази у једном од најдубљих кањона Источне Србије, да је незнатно удаљена од планинских домова у Лисинама и од Ресавске пећине и да се налази недалеко од аутомобилског пута.